# Ланде Дмитро Володимирович
Дмитро Володимирович Ланде (нар. 15 листопада 1959, Калинковичі, Гомельська область, Білорусь) — український науковець у галузі інформатики, інформаційного пошуку, штучного інтелекту, інформаційної безпеки, професор, доктор технічних наук, завідувач кафедри інформаційної безпеки Навчально-наукового Фізико-технічного інституту Національного технічного університету України «Київський політехнічний інститут імені Ігоря Сікорського».

## Життєпис
1976 року вступив до Київського Державного Університету імені Тараса Шевченка (механіко-математичний факультет), який закінчив 1981-го. Спеціальність — «Математика». 1981 року вступив на роботу в Український НДІ науково-технічної і економічної інформації (УкрНДІНТЕІ). Галузь діяльності — пошукові системи і бази даних науково-технічної інформації.
1990 року захистив кандидатську дисертацію за тематикою створення документографічних інформаційно-пошукових систем.
1994—2012 рр. — заступник директора Інформаційного центру «Електронні вісті» (ElVisti), де під його керівництвом була створена технологія контент-моніторингу новин InfoStream.
2006 року захистив докторську дисертацію за темою «Теоретичні та технологічні основи інтеграції інформаційних потоків в мережі Інтернет». Доктор технічних наук.
2012—2021 рр. — завідувач відділу спеціалізованих засобів моделювання в Інституті проблем реєстрації інформації Національної академії наук України.
У 2019 році отримав вчене звання професора із спеціальності 122 Комп'ютерні науки.
З 2022 року — Завідувач кафедри Інформаційної безпеки Навчально-наукового Фізико-технічного інституту Національного технічного університету «Київський політехнічний інститут імені Ігоря Сікорського».

## Наукові досягнення
Вченим теоретично обґрунтовано і створено:
- систему контент-моніторингу інтернет-ресурсів InfoStream;
- інформаційні технології розподіленого контент-моніторингу (мережа інформаційних проксі-серверів);
- методи і засоби аналізу динаміки тематичних інформаційних потоків, зокрема, вперше застосовано фрактальний і вейвлет-аналіз до задач виявлення інформаційних операцій;
- методи і засоби моделювання інформаційних потоків у комп'ютерних мережах, зокрема, модель діфузії інформації, мультиагентну модель розповсюдження інформації;
- інформаційні інтелектуальні технології автоматизованого формування мережевих моделей предметних областей, зокрема, на базі застосування генеративного штучного інтелекту.

Під науковим керівництвом Д. В. Ланде захищено 9 кандидатських дисертацій.
Автор багатьох наукових публікацій, в числі яких 20 монографій, 2 тлумачних словники, 8 навчальних посібників, 15 авторських свідоцтв, понад 50 публікацій заіндексовано в Scopus.

## Участь в академічних спільнотах
- Академік Української академії наук.
- Член-кореспондент Академії технологічних наук України.

## Нагороди
- Премія Кабінету Міністрів України за розроблення, впровадження інноваційних технологій (2023).
- Премія НАН України імені В. М. Глушкова (2021).
- Премія НАПрН України імені Ярослава Мудрого (2009).
- Відзнака НАН України «За професійні здобутки» (2013).
- Відзнака НАН України «За підготовку наукової зміни» (2018).
- Відзнака Державної служби спеціального зв'язку та захисту інформації України (2018).
- Почесна відзнака «За заслуги перед Збройними Силами України» (2018).

## Основні публікації
1. Ландэ Д. В. Поиск знаний в Internet. Профессиональная работа. — М.: Диалектика, 2005. — 272 c. ISBN 5-8459-0764-0.
2. Ландэ Д. В., Снарский А. А., Безсуднов И. В.  Интернетика: Навигация в сложных сетях: модели и алгоритмы — M.: Либроком (Editorial URSS), 2009. — 264 с. ISBN 978-5-397-00497-8.
3. Ланде Д. В., Фурашев В. М. Інформаційне та соціально-правове моделювання: посібник / Д. В. Ланде, В. М. Фурашев ; за заг. ред. Д. В. Ланде. - Київ-Одеса: Фенікс, 2021. - 276 с. ISBN 978-966-928-791-5.
4. В. П. Горбулін, О. Г. Додонов, Д. В. Ланде. Інформаційні операції та безпека суспільства: загрози, протидія, моделювання: монографія. — К.: Інтертехнологія, 2009. — 164 с. ISBN 978-966-1648-12-7.
5. Додонов А. Г., Ландэ Д. В., Прищепа В. В., Путятин В. Г.   Компьютерная конкурентная разведка.  - К.: ТОВ «Інжиніринг», 2021. — 354 с. ISBN 978-966-2344-79-0.
6. 计算机网络数据分析研究 (Компьютерні мережі та аналітичні дослідження). Додонов О. Г., Ланде Д. В., Путятін В. Г. — Пекін: Science and Technology Literature Press, травень 2021 г. — 276 c. ISBN 978-751-8900-00-0
7. Information Operations Recognition. From Nonlinear Analysis to Decision-Making / A. Dodonov, D. Lande, V. Tsyganok, O. Andriichuk, S. Kadenko, A. Graivoronskaya. — LAP Lambert Academic Publishing, 2019. — 292 p. ISBN-13: 978-620-0-27697-1, ISBN-10: 6200276978, EAN: 9786200276971.
8. Dmytro Lande, Leonard Strashnoy. GPT Semantic Networking: A Dream of the Semantic Web — The Time is Now — Kyiv: Engineering, 2023. — 168 p. ISBN 978-966-2344-94-3.
9. Додонов А. Г., Ландэ Д. В. Живучесть информационных систем. — К.: Наук. думка, 2011. — 256 с. ISBN 978-966-00-1087-1.
10. Основи теорії і практики інтелектуального аналізу даних у сфері кібербезпеки: навчальний посібник / Д. В. Ланде, І. Ю. Субач, Ю. Є. Бояринова. -К.: ІСЗЗІ КПІ ім. Ігоря Сікрорського, 2018. — 300 с. ISBN 978-966-2577-12-9.
11. Ланде Д. В., Субач І. Ю.   Візуалізація та аналіз мережевих структур: навчальний посібник.   — Київ: КПІ ім. Ігоря Сікорського, Вид-во «Політехніка», 2021. — 80 с. ISBN 978-966-2577-14-3.
12. Ланде Д. В., Субач І. Ю., Гладун А. Я. Оброблення надвеликих масивів даних (Big Data): навчальний посібник. — Київ: КПІ ім. Ігоря Сікорського, Вид-во «Політехніка», 2021. ISBN 978-966-2344-83-7